# Крепостные стены и ворота Бухары

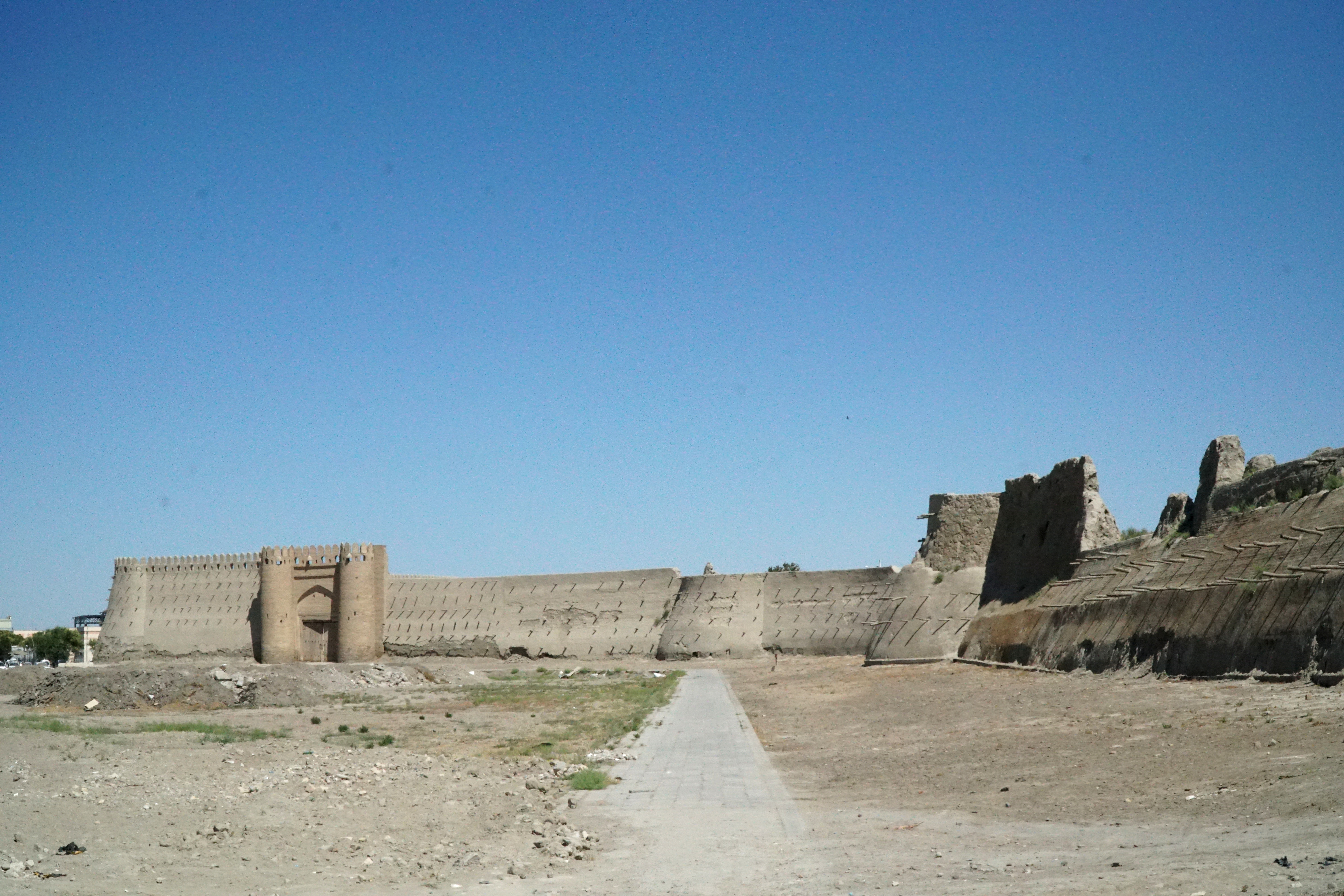

Сохранившаяся часть городской стены с проломами — уникальный памятник оборонной архитектуры Бухары.

## История
Бухарский шахристан исторически был разделен на четыре части, выделяющиеся и в наши дни по рельефу. Он был плотно застроен, обведён рвом и крепкими стенами, прорезанными семью воротами. Некоторые из них имели по нескольку названий, изменяющихся со временем. В южной стене находились ворота Мах (Базара, Мадины, Шахристан, Аттаран), в западной стене, обращённой к цитадели, располагались четверо ворот: Бану Саъд (или Саъдабад), Бану Асад (доисламское название Мухра), Кухандиз, Хак-рах (или Хуфре); в северной стене — Нур (с середины X века — ворта Мансура), в восточной стене — ворота Самаркандские внутренние (или Нау).
В середине IX века, при наместничестве Тахиридов (820—873 годы), вокруг Бухары была возведена внешняя стена. В её пределах находились: цитадель, шахристан, базар Мах, намазгах, и кладбище к северу от него, Кушки Муган, земли потомков Бухархудата и горожан на периферии обживаемой территории. Общая площадь города в пределах этих стен составляла более 700 гектаров.
Позже, шахристан стал называться шахри дарун («внутренний город»), или мадина, территория вне этих частей в пределах внешней стены — шахри бирун («внешний город»), или рабад (во внешней стене города были установлены 11 ворот).

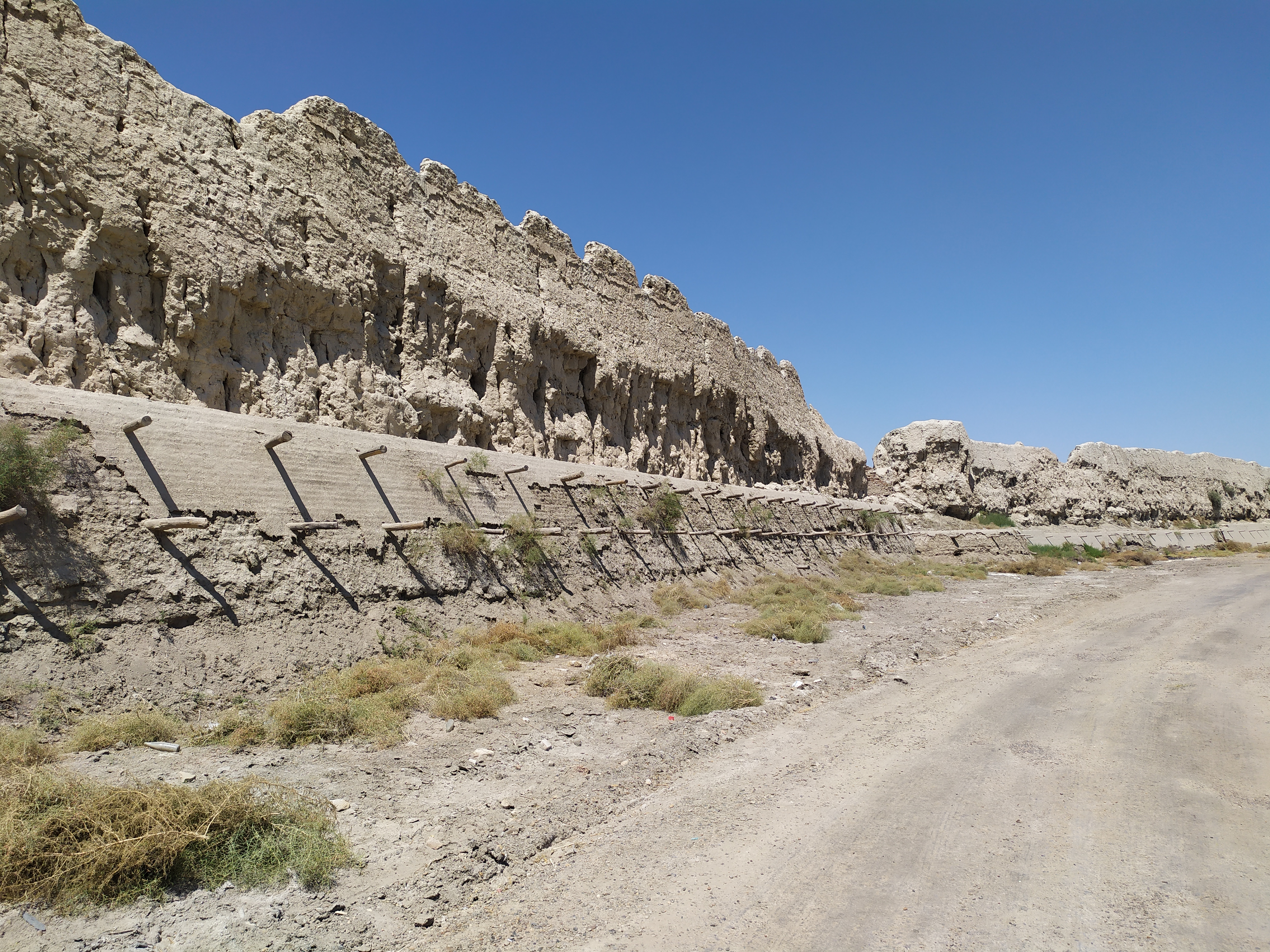

Городские стены были укреплены при Караханидах и хорезмшахе Мухаммаде, разрушены в 1220 году войском Чингизхана, восстановлены позже и укреплены тимуридами Улугбеком и Ибрагим султаном.
При Абдулазиз-хане, в 1540—1549 годах были построены новые стены.  При Абдулла-хане II, во второй половине XVI века в городскую черту были включены земли Джуйбарских шейхов, площадь города тогда достиг 500 гектаров.
В конце XVI — начале XX веков городская стена Бухары общей длиной 12 километров имела 116 округлых полубашен и 11 пар башен, флакирующих крепостные ворота. Стена была сложена из пахсовых блоков с прокладкой сырцового кирпича. Из 11 ворот сохранились лишь двое (ворота Каракуль и Талипач), воссозданы четыре (ворота Самарканд, Хазрат Имам, Шейх Джалол, Салоххона), утрачены пятеро (ворота Шергирон, Мазари-Шариф, Углон, Намозгох и  Карши).

## Список ворот Бухары
| Номер в перечне | Название                                  | Изображение | Периоды | Координаты                      | Примечание |
| --------------- | ----------------------------------------- | ----------- | ------- | ------------------------------- | --- |
| 1               | Ворота Каракуль (узб. Qorako'l darvozasi) |             | XVI век | 39°45′51″ с. ш. 64°23′51″ в. д. | Архитектурный памятник. Входит в «Национальный перечень объектов недвижимости материального культурного наследия Узбекистана» |
| 2               | Ворота Талипоч (узб. Talipoch darvozasi)  |             | XVI век | 39°46′43″ с. ш. 64°23′51″ в. д. | Архитектурный памятник. Входит в «Национальный перечень объектов недвижимости материального культурного наследия Узбекистана» |

| Номер в перечне | Название                                          | Изображение | Периоды  | Координаты                      | Примечание |
| --------------- | ------------------------------------------------- | ----------- | -------- | ------------------------------- | --- |
| 3               | Ворота Саляххона (узб. Saloxxona darvozasi)       |             | 2012 год | 39°46′09″ с. ш. 64°25′10″ в. д. | Архитектурный памятник. Входит в «Национальный перечень объектов недвижимости материального культурного наследия Узбекистана» |
| 4               | Ворота Самарканд (узб. Samarqand darvozasi)       |             | 2012 год | 39°46′59″ с. ш. 64°25′15″ в. д. | Архитектурный памятник. Входит в «Национальный перечень объектов недвижимости материального культурного наследия Узбекистана» |
| 5               | Ворота Хазрати Имом (узб. Hazrati Imom darvozasi) |             | 2012 год | 39°46′56″ с. ш. 64°24′42″ в. д. | Архитектурный памятник. Входит в «Национальный перечень объектов недвижимости материального культурного наследия Узбекистана» |
| 6               | Ворота Шейх Джалол (узб. Shayx Jalol darvozasi)   |             | 2012 год | 39°45′57″ с. ш. 64°24′21″ в. д. | Архитектурный памятник. Входит в «Национальный перечень объектов недвижимости материального культурного наследия Узбекистана» |

| Номер в перечне | Название                                                       | Изображение | Периоды | Бывшие координаты               | Примечание                       |
| --------------- | -------------------------------------------------------------- | ----------- | ------- | ------------------------------- | -------------------------------- |
| 7               | Ворота Карши (Кавола) (узб. Qarshi darvozasi)                  |             | XVI век | 39°46′24″ с. ш. 64°25′55″ в. д. | Установлены символические ворота |
| 8               | Ворота Мазари-Шариф (Мазарские) (узб. Mazori Sharif darvozasi) |             | XVI век | 39°46′29″ с. ш. 64°25′51″ в. д. |                                  |
| 9               | Ворота Намазгох (узб. Namozgoh darvozasi)                      |             | XVI век | 39°46′04″ с. ш. 64°24′53″ в. д. |                                  |
| 10              | Ворота Шергирон (узб. Shergiron darvozasi)                     |             | XVI век | 39°46′22″ с. ш. 64°23′30″ в. д. |                                  |
| 11              | Ворота Углон (узб. O'g'lon darvozasi)                          |             | XVI век | 39°46′48″ с. ш. 64°24′19″ в. д. |                                  |